# François Vuilleumier
François Vuilleumier (* 26. November 1938 in Bern; † 11. Januar 2017 in Piermont, New York) war ein schweizerisch-US-amerikanischer Ornithologe und zoologischer Kurator.

## Leben und Wirken
Sein Vater Willy Georges Vuilleumier (1898–1983) war Tierbildhauer und ein Hobbynaturforscher, der Vuilleumier schon in seinen frühen Jahren beeinflusste. Schon in der Jugend begann François Vuilleumier ein Notizbuch zu führen und geprägt durch den Vater Vogelzeichnungen anzufertigen. Sein Interesse an der Ornithologie wurde zusätzlich durch den Schweizer Vogelkundler Paul Géroudet (1917–2006) geweckt, mit dem Vuilleumier viele Stunden seiner Jugend in freier Natur verbrachte. Seine schulische Laufbahn verbrachte er zunächst am Collège Calvin in Genf. Schließlich studierte er an der Universität Genf. 1963 ging er in die Vereinigten Staaten, um an der University of Illinois bei Samuel Charles Kendeigh (1904–1985) weiter zu studieren. Hier lernte er Walter Joseph Bock (1933–2022) kennen, der ihm Ernst Mayr (1904–2005) vorstellte. Unter Mayr promovierte er 1967 an der Harvard University mit der Arbeit Speciation in High Andean birds.
In seiner Zeit an der Harvard University begann Vuilleumier sich mit der Evolutionsgeschichte südamerikanischer Vögel zu beschäftigen. Sein Schwerpunkt war dabei die Evolution und die Biogeographie andiner Arten. Konzeptionell stellte er sich die Anden wie eine Inselgruppe vor und erwartete ähnliche Arten- und Verbreitungsmuster wie auf einem Archipel. Dieses Thema beschäftigte ihn den Rest seines Lebens. Über Jahre hinweg bereiste und erforschte Vuilleumier die Anden von Venezuelas und südlich bis nach Feuerland. Weitere Forschungsreisen führten ihn in unzählige Länder auf allen sieben Kontinenten. Mit der entsprechenden Begeisterung für fremde Kulturen und Menschen, gepaart mit seiner Liebe für die Avifauna, gab es für Vuilleumier überall etwas zu entdecken. Trotz allem war es Südamerika mit seinen Landschaften, Leuten und Wildtieren, das ihm am meisten ans Herz gewachsen war.
Nach Harvard bekam Vuilleumier ein Chapman-Stipendium am American Museum of Natural History (AMNH). Relativ schnell danach verbrachte er ein Jahr an der Station biologique de Roscoff. Anschließend war er Mitarbeiter an der biologischen Fakultät der University of Massachusetts. Es folgte die Position des Direktors des Instituts für Tierökologie und Zoologie der Universität Lausanne und eine Gastprofessur an der Universität von Paris.
1974 kehrte er ans AMNH als stellvertretender Kurator zurück. Diese Position behielt er bis zu seiner Pensionierung im Jahr 2005. Von 1987 bis 1992 hatte er den Vorsitz der Abteilung inne. In seiner Karriere publizierte er mehr als 150 Arbeiten über Ökologie, Verbreitung und Spezialisierung von Vögeln. So erschien 1985 beispielsweise Forest birds of Patagonia von ihm. Mit Maximina Monasterio edierte er 1987 High Altitude Tropical Biogeography. Nach seiner Pensionierung agierte er weiter als  Chefredakteur für Birds of North America. Bei mindestens sechs wissenschaftlichen Fachzeitschriften arbeitete er als Redakteur mit.
Vuilleumier sprach fließend Englisch, Französisch, Deutsch und Spanisch. Dies half ihm nicht nur auf seinen Forschungsreisen, denn so lehrte und unterstützte er auch lateinamerikanische Studenten in ihrer Sprache. Sein Hobby, das Malen von Vögeln, gab er nie auf und so stellte er nach seiner Pensionierung auf Kunstausstellungen auch in Rockland County aus.
Er war verheiratet mit Rebecca Finnell, der ehemaligen Herausgeberin der Fachzeitschrift Natural History. Mit ihr hatte er eine Tochter. Einer ersten Ehe entstammen zwei Kinder.

## Mitgliedschaften
1963 wurde er Mitglied der American Ornithologists’ Union, 1970 gewähltes Mitglied und schließlich 1977 Fellow der Gesellschaft. Außerdem war er Fellow der American Association for the Advancement of Science, Mitglied und seit 1977 gewähltes Mitglied der American Society of Naturalists, Mitglied der Société de biogéographie  und seit 1975 gewähltes Mitglied, Mitglied der Société nationale de protection de la nature, Mitglied und korrespondierendes Mitglied der Société d Etudes Ornithologiques de France, Mitglied von Sigma Xi, Mitglied der Society for the Study of Evolution und Mitglied der Society of Systematic Zoology. Er war Präsident der Neotropical Ornithological Society, bei der es eine Stiftung namens François Vuilleumier Fund Grants gibt.

## Dedikationsnamen
Gary Russell Graves ehrte ihn 1980 in der Schwarzkehl-Hakenschnabel-Unterart Diglossa brunneiventris vuilleumieri. In seiner Widmung schrieb er:

„Etymology: I take pleasure in naming this new form for François Vuilleumier in recognition of his contributions to Andean evolutionary biology“

## Publikationen (Auswahl)
- Systematics and evolution in Diglossa (Aves, Coerebidae). In: American Museum novitates. Nr. 2381, 9. Juli 1969, S. 1–44 (englisch, digitallibrary.amnh.org [PDF; 3,5 MB]).
- mit William John Smith: Evolutionary relationships of some South American ground tyrants. In: Bulletin of the Museum of Comparative Zoology at Harvard College. Band 141, Nr. 5, 1971, S. 181–268 (biodiversitylibrary.org).
- mit Michael Gochfeld: Notes sur l'Avifaune de Nouvelle-Caledonie. In: Alauda. Band 44, Nr. 3, 1976, S. 237–273.
- Five great Neotropical Ornithologists: An appreciation of Eugene Eisenmann, Maria Koepcke, Claës Christian Olrog, Rodulfo Philippi, and Helmut Sick. In: Ornitologia Neotropical. Band 16, Nr. 2, 1983, S. 97–111 (englisch, ibiologia.unam.mx [PDF; 1,6 MB]).´
- Patchy distribution and systematics of Oreomanes fraseri (Aves, ?Coerebidae) of Andean Polylepis woodlands. In: American Museum novitates. Nr. 2777, 1984, S. 1–17 (englisch, digitallibrary.amnh.org [PDF; 2,0 MB]).
- Forest birds of Patagonia: Ecological geography, speciation, endemism, and faunal history. In: Ornithological Monographs. Nr. 36, 1985, S. 255–304 (englisch, umag.cl [PDF; 880 kB]).
- mit Maximina Monasterio: High Altitude Tropical Biogeography. 21 & 22 Atlas. Oxford University Press, Oxford 1987, ISBN 978-0-19-503625-1.
- mit Ernst Mayr: New species of birds described from 1976 to 1980. In: Journal für Ornithologie. Band 128, Nr. 4, 1987, S. 137–150, doi:10.1007/BF01661691 (englisch).
- In Memoriam: William H. Phelps Jr. In: The Auk. Band 107, Nr. 1, 1990, S. 181–183 (englisch, sora.unm.edu [PDF; 211 kB]).
- mit Mary LeCroy, Ernst Mayr: New species of birds described from 1981 to 1990. In: Bulletin of the British Ornithologists' Club. 112A, Nr. 4, 1992, S. 267–309 (englisch, biodiversitylibrary.org).
- mit Angelo Paul Capparella, Ivan Lazo: Two notable bird records from Chilean patagonia. In: Bulletin of the British Ornithologists' Club. Band 113, 1993, S. 85–87 (englisch, biodiversitylibrary.org).
- mit Allison Victor Andors: Breeding of Agriornis murina (Aves: Tyrannidae) in Patagonia, with comments on its habitat preferences and taxonomic position. In: Ornitologia Neotropical. Band 7, Nr. 2, 1996, S. 109–118 (englisch, ibiologia.unam.mx [PDF; 751 kB]).
- Some reflections about the problem of diffusion of publications among ornithologists studying Neotropical birds. In: Ornitologia Neotropical. Band 11, Nr. 2, 2000, S. 185–188 (englisch, ibiologia.unam.mx [PDF; 137 kB]).
- In Memoriam: Jean Dorst, 1924–2001. In: The Auk. Band 121, Nr. 4, 1. Oktober 2004, S. 1289–1290, doi:10.1093/auk/121.4.1289 (englisch, watermark.silverchair.com [PDF; 78 kB]).
- mit Zachary A. Cheviron, Angelo Paul Capparella: Molecular Phylogenetic Relationships Among the Geositta Miners (Furnariidae) and Biogeographic Implications for Avian Speciation in Fuego-Patagonia. In: The Auk. Band 122, Nr. 1, 1. Januar 2005, S. 158–174, doi:10.1093/auk/122.1.158 (englisch,  [PDF; 546 kB]).
- Dean of American Ornithologists: The Multiple Legacies of Frank M. Chapman of the American Museum of Natural History. In: The Auk. Band 122, Nr. 2, 1. April 2005, S. 389–402, doi:10.1093/auk/122.2.389 (englisch, watermark.silverchair.com [PDF; 4,2 MB]).
- In Memoriam: Karel Hendrik Voous, 1920–2002. In: The Auk. Band 122, Nr. 1, 1. Januar 2005, S. 355–356, doi:10.1093/auk/122.1.355 (englisch, watermark.silverchair.com [PDF; 78 kB]).
- Ernst Mayr's biogeography: A lifetime of study. In: Ornithological Monographs. Nr. 58, 2005, S. 58–72, doi:10.2307/40587710 (englisch).
- In Memoriam: Jack Davies Goodall Callaway (Galloway?), 1892 (1893?)–1980. In: The Auk. Band 123, Nr. 2, 1. April 2006, S. 355–356, doi:10.1093/auk/123.2.594 (englisch, watermark.silverchair.com [PDF; 77 kB]).
- In Memoriam: Paul Géroudet, 1917–2006. In: The Auk. Band 124, Nr. 4, 1. Oktober 2007, S. 1457–1459, doi:10.1093/auk/124.4.1457 (englisch, watermark.silverchair.com [PDF; 820 kB]).